# Беляев, Алексей Михайлович (онколог)
Алексей Михайлович Беляев (28 октября 1960 года, г. Армавир, Краснодарский край, СССР) — директор ФГБУ «НМИЦ онкологии им. Н. Н. Петрова» Минздрава России, главный внештатный онколог Северо-Западного Федерального округа, заведующий кафедрой онкологии Северо-Западного государственного медицинского университета им. И. И. Мечникова, президент Ассоциации онкологов Северо-Запада, доктор медицинских наук, профессор,член-корреспондент РАН.

## Биография
Родился 28 октября 1960 года в г. Армавир. После завершения учёбы в медицинском училище — до поступления в Военно-медицинскую академию — работал фельдшером «Скорой помощи».
В 1986 году с «золотой» медалью окончил факультет подготовки врачей для Военно-Морского Флота Военно-медицинской академии им. С. М. Кирова. Приобщился к практической работе хирурга со второго курса Военно-медицинской академии, участвуя в дежурствах по оказанию неотложной хирургической помощи. Квалификацию хирурга получил на Ленинградской военно-морской базе, 3 года служил начальником медицинской службы военного корабля и совершил 2 дальних океанских похода.
С 1989 по 1992 годы обучался в адъюнктуре ВМедА им. С. М. Кирова, затем преподавал в академии на кафедре военно-морской госпитальной хирургии.
В 1993 году защитил кандидатскую диссертацию на тему «Морфо-функциональные особенности мягких тканей вокруг огнестрельной раны».
Проводил экстренные хирургические вмешательства при опухолях брюшной полости на базе СПб ГБУЗ «Городская больница № 26» и Санкт-Петербургского НИИ скорой помощи имени И. И. Джанелидзе.
В 2004 году защитил докторскую диссертацию на тему «Циторедуктивные операции и гипертермическая внутрибрюшинная химиотерапия в комплексном лечении распространенных форм абдоминального рака».
С 2008 по 2010 годы начальник кафедры военно-морской госпитальной хирургии Военно-медицинской академии им. С. М. Кирова.
С 2004 по 2010 годы руководил научным отделом онкологии и клиническим отделением неотложной онкологии Санкт-Петербургского НИИ скорой помощи имени И. И. Джанелидзе, занимался организацией неотложной и паллиативной помощи онкологическим больным с различными формами рака, прежде всего кишечной непроходимостью при колоректальном раке.
В 2010 году назначен директором ФГБУ «НИИ онкологии им. Н. Н. Петрова» Минздрава России, где стал активно внедрять современные высокотехнологичные лечебные технологии: химиоперфузионные технологии при распространенных опухолях, малоинвазивные, в том числе эндоскопические вмешательства, а также широкое применение комбинированных и комплексных методов лечения, персонализированные подходы в лечении онкологических заболеваний.
В 2011 году назначен заведующим кафедрой онкологии Северо-Западного государственного медицинского университета им. И. И. Мечникова.
В 2013 году избран президентом Ассоциации онкологов Северо-Запада, организованной под эгидой НИИ онкологии им. Н. Н. Петрова.
В декабре 2014 года назначен главным внештатным онкологом Северо-Западного Федерального округа.

## Личная жизнь

### Семья
- Отец — Беляев Михаил Алексеевич (род. 1931 год)
- Мать — Беляева Зайнер Сабировна (род. 1938 год)
- Супруга — Беляева Маргарита Олеговна (род. 1963 год)
- Сын — Беляев Михаил Алексеевич, хирург-онколог[11].
- Дочь — Беляева Мария Алексеевна, музыкант.

### Увлечения
Творческая фотография.

## Участие в деятельности профессиональных организаций
- Президент Ассоциации онкологов Северо-Запада.
- Член правления научного общества онкологов Санкт-Петербурга.
- Председатель Диссертационного Совета НИИ онкологии им. Н. Н. Петрова по специальности «Онкология».
- Эксперт Высшей аттестационной комиссии по хирургии.
- Член редколлегии журнала «Вопросы онкологии».

## Награды
- 2015 год — Нагрудный знак Отличник Здравоохранения.
- 2024 год — Почётный знак «За особый вклад в развитие Санкт-Петербурга» — за особые заслуги перед Санкт-Петербургом в профессиональной или общественной деятельности[12].
- 2025 год — Заслуженный деятель науки Российской Федерации — за большие заслуги в научной деятельности и многолетнюю добросовестную работу[13].

## Научно-практическая деятельность
На протяжении более, чем 10 лет занимался проблемой оказания помощи больным с запущенными формами рака брюшной полости.
Один из первых в России стал выполнять циторедуктивные операции с химиогипертермическими перфузиями брюшной полости при канцероматозе брюшины. Провел более 150 циторедуктивных операций при канцероматозе брюшины в комбинации с химиогипертермическими перфузиями в адъювантном режиме. Занимался вопросами неотложной помощи онкологическим больным.
В настоящее время им разрабатывается и внедряется пилотный проект по организации скрининга рака среди населения Санкт-Петербурга и СЗФО с целью профилактики и выявления на ранних стадиях колоректального рака, опухолевых заболеваний молочной железы и шейки матки.
А. М. Беляев автор более 200 научных публикаций и семи монографий, автор и соавтор 7 патентов на изобретение, под его руководством защищено 3 докторских и 10 кандидатских диссертаций.

## Труды
- Беляев, А. М., Багненко, С. Ф., Рухляда, Н. В. Внутрибрюшинная химиотерапия злокачественных опухолей [Текст] : [монография] / — СПб. : Элби-СПб., 2007. — 238[1] с. — ISBN 978-5-93979-177-9
- Злокачественные новообразования в северо-западном федеральном округе России / под ред. проф. В. М. Мерабешвили, проф. А. М. Беляева. — Вып. 2. [Текст] / — СПб. : Издательство «Ладога», 2015 . −556 с. — ISBN 978-5-98635-078-3
- Химиоперфузионное лечение канцероматоза брюшной полости / Беляева О. А. [и др.]. [Текст] — СПб., 2016 . — 146 с. — ISBN 978-5-519-49472-4